# Duma Boko

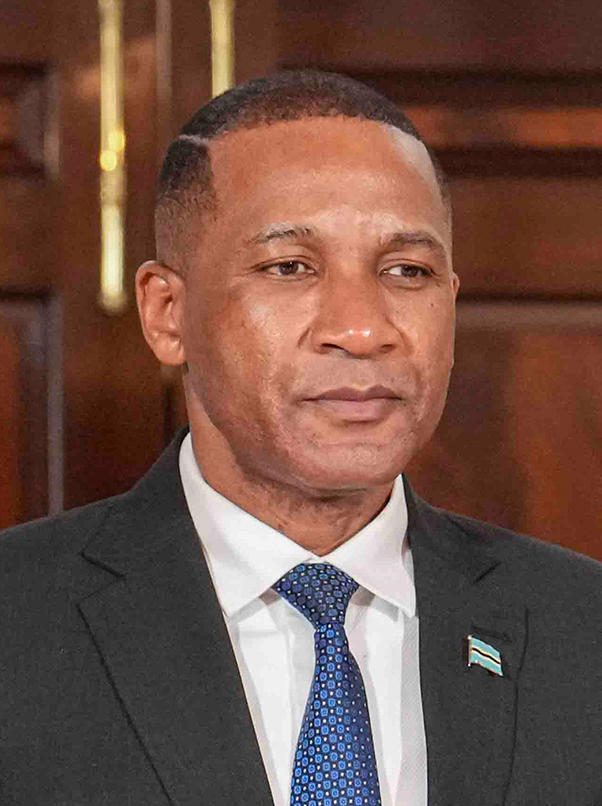
Duma Boko (2025)

Duma Gideon Boko (* 6. März 1969 in Mahalapye) ist ein botswanischer Politiker (Umbrella for Democratic Change, Botswana National Front). Er ist seit dem 1. November 2024 Staatspräsident.

## Leben
Bokos Vater war Dozent in den Madiba-Brigaden. 1987 begann Duma Boko ein Studium der Rechtswissenschaften an der University of Botswana (UB), das er mit dem LL.B. abschloss. In dieser Zeit gehörte er dem Student Representative Council an. Anschließend erhielt er in Stockholm ein Diplom in Human Rights and Humanitarian Law (etwa: „Menschenrechte und Humanitäres Völkerrecht“) und einen Master of Law der Universität Lund in Zusammenarbeit mit dem dortigen Raoul Wallenberg Institute of Human Rights and Humanitarian Law. Nach anderen Angaben erhielt er seinen M.LL. an der Harvard Law School, nachdem er zuvor Staff Development Fellow an der UB war.
1993 erhielt Boko eine Zulassung als Rechtsanwalt, arbeitete aber von 1993 bis 2003 als Lecturer für Rechtswissenschaften an der UB. 2003 bis 2008 führte er eine Rechtsanwaltskanzlei. 2005 bis 2006 gehörte er zu einem Anwaltsteam, das Basarwa aus dem Central Kalahari Game Reserve vertrat, die gegen ihre geplante Umsiedlung kämpften und im Prozess einen Teilerfolg erzielten.
2010 übernahm Boko den Vorsitz der oppositionellen Botswana National Front (BNF). 2012 führte er die BNF in das Wahlbündnis Umbrella for Democratic Change (UDC), dessen Präsident er wurde. Der UDC erhielt bei der Wahl 2014 17 der 57 durch Wahl zu vergebenden Sitze. Vor den Wahlen gab Boko an, dass er zusammen mit anderen Parteimitgliedern auf einer Todesliste der Regierung stünde. Er wurde nach der Wahl Oppositionsführer und trat bei der Wahl 2019 erneut für den UDC an. Im Falle eines Wahlsieges wäre er Präsident geworden. Er verlor jedoch seinen Sitz im Wahlkreis Gaborone Bonnington North an Annie Mokghethi von der regierenden Botswana Democratic Party und konnte somit nicht wieder Oppositionsführer werden.
Im Wahlkampf vor der Parlamentswahl am 30. Oktober 2024 setzte Duma Boko vor allem wirtschaftspolitische Themen. Er versprach, binnen fünf Jahren 400.000 Arbeitsplätze zu schaffen und den Mindestlohn zu verdoppeln.

## Familie
Boko ist seit 2015 mit Kaone Boko, geborene Mokganedi, verheiratet. Zusammen haben sie einen Sohn.